# Pien Sanders
Pour les articles homonymes, voir Sanders.
Pien Sanders est une joueuse néerlandaise de hockey sur gazon née le 11 juin 1998 à Udenhout. Elle a remporté avec l'équipe des Pays-Bas la médaille d'or du tournoi féminin aux Jeux olympiques d'été de 2020 à Tokyo.